# Anguse jõgi
Anguse jõgi är ett vattendrag i Estland. Det ligger i Vinni kommun i landskapet Lääne-Virumaa. Det är 13,5 km långt och är ett högerbiflöde till Kunda jõgi.